# Bosko, the Talk-Ink Kid
Bosko, the Talk-Ink Kid é um curta de ação / animação de 1929 produzido para vender uma série de desenhos animados de Bosko. O filme nunca foi lançado nos cinemas e, portanto, não foi visto por uma ampla audiência até 2000 (71 anos depois) no especial de televisão Toonheads: The Lost Cartoons da Cartoon Network. O filme foi produzido em maio de 1929 e dirigido por Hugh Harman e Rudolf Ising . 

## Enredo
Rudolf Ising está pensando em idéias para um novo personagem, até desenhar uma pessoa de rosto negro com uma caneta de tinta, que ganha vida. Ising então fala com o personagem e depois pergunta seu nome. O novo personagem se apresenta como Bosko. Ising diz a Bosko para mostrar o que ele pode fazer. Bosko começa a sapatear, assobiar e cantar. Depois de dançar, Bosko olha diretamente para a tela. Bosko pergunta: "Quem são eles?" Ising diz a Bosko que eles são o público. Ising pergunta a Bosko se ele pode fazê-los rir; Bosko concorda em tentar. Bosko pergunta a Ising se ele pode desenhar um piano; Ising faz isso. Bosko começa a pressionar algumas teclas do piano. Quando uma das teclas próxima à extremidade superior do teclado produz uma nota baixa, Bosko remove a tecla e coloca-a em seu devido lugar, próximo à extremidade esquerda do teclado. Bosko toca mais notas aleatórias e toca um glissando. Bosko ri e canta "Sonny Boy", acidentalmente deslizando a língua para fora. Bosko abre o chapéu e puxa os cabelos, deixando a língua sair da boca novamente. Ele toca outra música, cantando, o que faz sua cabeça sair como uma furtiva. Depois disso, Bosko canta novamente. Ising diz que isso é suficiente. Ele suga Bosko, que também puxa o piano, de volta para sua caneta-tinteiro e o derrama de volta no frasco de tinta. Bosko então sai do frasco de tinta e promete retornar. 

## Produção
Em 1928, quando Walt Disney perdeu o controle de sua série de desenhos animados Oswald The Lucky Rabbit, o produtor George Winkler contratou vários animadores da Disney para continuar produzindo os desenhos animados de Oswald para a Universal Studios. Esses animadores incluíram Hugh Harman, Rudolf Ising, Isadore "Friz" Freleng, Carman "Max" Maxwell, Norm Blackburn, Paul Smith e Rollin "Ham" Hamilton. Os curtas de Winkler Oswald não foram tão bem-sucedidos e, em 1929, a Universal optou por produzir diretamente a série, estabelecendo seu próprio estúdio de desenho animado dirigido por Walter Lantz, deixando os animadores de Winkler fora do trabalho. 
Os animadores desempregados, liderados por Harman e Ising, decidiram produzir seus próprios desenhos animados e fizeram de Bosko, the Talk-Ink Kid, uma demonstração para mostrar aos distribuidores, usando um personagem que os dois cartunistas haviam criado e com direitos autorais em 1927-28, enquanto ainda trabalhavam com a Disney. 
Rudolf Ising apareceu na tela como ele mesmo no curta e Carman Maxwell interpretou a voz de Bosko. Harman e Ising compraram um distribuidor, mas foram recusados pela Paramount Pictures e pela Universal. Leon Schlesinger, chefe do Pacific Title &amp; Art Studio se interessou por Bosko e usou suas conexões com a Warner Bros. para conseguir um acordo de distribuição para uma série de desenhos animados que Harman e Ising mais tarde nomearam Looney Tunes, uma peça com o nome de Silly, da Walt Disney. Série Symphony.
O desenho animado foi pioneiro na técnica de pré-sincronização, agora padrão na animação americana, pois Harman e Ising entendiam as deficiências de gravar o som após a animação em relação ao diálogo. Aparentemente, toda a trilha sonora foi filmada no local, com Maxwell sendo fora da câmera. Segundo o historiador dos desenhos animados Mark Kausler, uma câmera apontou para a boca de Maxwell para fornecer referência para a animação, mas finalmente foi determinado que não era necessário e que parecia "muito forçado".   

## Preservação
O curta foi considerado perdido por muitas décadas, com apenas a trilha sonora do filme Vitaphone ainda existente. No final da década de 1950, quando o filme estava sendo vendido em um pacote na televisão, foi transferido para o filme de 16 mm pela Associated Artists Productions em 1956 e foi exibido na televisão. A Turner Entertainment Co. tinha uma cópia de 35mm, mas não reconheceu sua existência até 1999. O curta foi lançado mais tarde em DVD. 